# Esphalmenus peringueyi
Esphalmenus peringueyi – gatunek skorka z rodziny Pygidicranidae i podrodziny Esphalmeninae.
Gatunek ten opisany został w 1900 roku przez Auguste’a de Bormansa jako Gonolabis peringueyi. Do rodzaju Esphalmenus przeniesiony został w 1909 roku przez Malcolma Burra.
Skorek o ciele długości od 10 do 12 mm, ubarwionym rudobrązowo z żółtawymi czułkami i odnóżami. Powierzchnia ciała w większości jest prawie gładka, ale tergity odwłoka mają rozproszone punktowanie. Odwłok samca jest słabiej niż u E. capensis rozszerzony ku tyłowi, zaś u samicy wrzecionowaty. U samca tylny brzeg przedostatniego sternitu odwłoka jest u wierzchołka wcięty. Trójkątne pygidium samicy ma spiczasty wierzchołek. Przysadki odwłokowe (szczypce) samca mają od 1,5 do 1,75 mm długości i silnie zakrzywiony kształt z małym i wąskimwyrostkiem grzbietowym u nasady każdej z nich. Przysadki odwłokowe samicy mają od 1 do 1,5 mm długości. Genitalia samca cechują paramery dłuższe i węższe niż u E. capensis oraz rozszerzona, niekiedy słabo widoczna virga.
Owad afrotropikalny, endemiczny dla Południowej Afryki, znany tylko z Prowincji Przylądkowej Zachodniej.